# کارل تکوش
کارل تکوش (آلمانی: Karl Tekusch; ۷ ژوئیهٔ ۱۸۹۰ – ۲۸ دسامبر ۱۹۷۷) بازیکن فوتبال اهل اتریش بود.
از باشگاه‌هایی که در آن بازی کرده‌است می‌توان به باشگاه ورزشی وینر اشاره کرد.
وی همچنین در تیم ملی فوتبال اتریش بازی کرده‌است.